# Hôtel Savoy Westend
Pour les articles homonymes, voir Savoy.
La Villa Savoy Westend, initialement nommée Savoy-Westend-Hotel, est située dans la ville thermale de Karlovy Vary en Tchéquie. L'édifice a été construit en 1897 par le constructeur Josef Waldert selon le projet d'Alfred Bayer. L'inspiration venait des résidences nobles gothico-Renaissance de France, avec des tourelles défensives et des pignons,.
Le bâtiment a été déclaré monument culturel, protégé depuis le 14 juillet 1995.

## Histoire
La villa a été construite sur la Westendstrasse (aujourd'hui rue Pierre le Grand) comme hôtel et nommée Savoy Westend au l'honneur de la dynastie des Savoie du royaume d'Italie. La construction a été réalisée de 1896 à 1897 selon le projet d'un natif de Karlovy Vary a de l'architecte viennois Alfred Bayer,.
Josef Waldert et son épouse Barbara étaient propriétaires du bâtiment jusqu'en 1914.
Durant la Seconde Guerre mondiale, l'hôtel, ainsi que d'autres maisons thermales et hôtels de Karlovy Vary, fut transformé en hôpital militaire pour les soldats allemands. La villa fut nationalisée après la guerre. En 1957, lors de la création des thermes d'État tchécoslovaques, qui étaient alors une institution thermale Thomayer, elles passèrent sous le contrôle de cet établissement, la Villa Cléopâtre devenant sa dépendance.
Dans les années 2004-2005, la villa, à nouveau sous le nom de Savoy Westend, a été rénovée en profondeur dans le cadre du complexe hôtelier Savoy Westend. L'ensemble a rouvert au public en juin 2005,.

### Président Masaryk
Le président de la République tchécoslovaque, Tomáš Masaryk a été invité ici, entre 1924 et 1933, pour se reposer, souvent avec des membres de sa famille - sa fille Alice et son fils Jan.

## Article lié
- Villa Cléopâtre